# 俄羅斯鎮區 (明尼蘇達州波爾克縣)
俄羅斯鎮區（英語：Russia Township）是位於美國明尼蘇達州波爾克縣的一個行政鎮區。

## 歷史
俄羅斯鎮區於1882年設立，得名自俄羅斯。

## 地方資料
俄羅斯鎮區的面積為93.40平方千米，皆為陸地。根據2020年美國人口普查的數據，當地共有人口29人，而人口密度為每平方千米0.31人。